# زمین‌سنجان انومینا
زمین‌سنجان انومینا(نام علمی: Ennominae) نام یک زیرخانواده از تیره زمین‌سنجان است.